# Амда Сейон (узурпатор)
Амда Сейон — самопроголошений імператор Ефіопії, що пробув на престолі менше місяця 1707 року.

## Життєпис
Був проголошений негусом у вересні 1707 року в Годжамі. Він здійснив похід на Гондер, де сам себе коронував. Імператор Текле Гайманот I швидко повернувся до столиці, незважаючи на труднощі переходу у сезон дощів, та змусив узурпатора тікати.